# Marah
Marah Kellogg è un genere di piante della famiglia delle Cucurbitacee.

## Tassonomia
Comprende le seguenti specie:
- Marah fabacea (Naudin) Greene
- Marah gilensis (Greene) Greene
- Marah guadalupensis (S. Watson) Greene
- Marah horrida (Congdon) Dunn
- Marah macrocarpa (Greene) Greene
- Marah micrantha Dunn
- Marah oregana (Torr. & A.Gray) Howell
- Marah watsonii (Cogn.) Greene